# Darío Botero
Darío Botero Uribe (Calarcá, Quindio, julho de 1938 - Bogotá, 21 de junho de 2010) foi escritor, pensador, professor emérito e professor da Universidade Nacional da Colômbia.
Ele recebeu um doutorado da Universidade Nacional com o título de Mestre. Estudou Direito, Ciência política e Filosofia - curso de mestrado - na mesma universidade, onde ocupou o cargo de Decano da Faculdade de Direito, Ciências Políticas e Sociais, 1986-1988. Ele desenvolveu um projeto filosófico original que chamou de Vitalismo Cósmico. Ele era vitalista e utópico. Deixou um importante legado ao pensamento colombiano e latino-americano.

## Biografia

### Primeiros anos
Botero nasceu em Calarcá, Quindío, Colômbia. Estudou Direito e Ciência Política - curso de Mestrado - na Universidade Nacional da Colômbia. 
Em 1960, participou com outros intelectuais e profissionais colombianos, entre eles Camilo Torres Restrepo, Orlando Fals Borda, Eduardo Umaña Luna, María Cristina Salazar, Virginia Gutiérrez de Pineda, Carlos Escalante e Tomás Ducay, na fundação da primeira Faculdade de Sociologia da América Latina, na Escola Nacional Universidade da Colômbia.

### Carreira profissional internacional
Participou na pós-graduação Kolloquium com o Professor Jürgen Habermas, na Universidade Johann Wolfgang Goethe em Frankfurt, República Federal da Alemanha em 1983-1984.
Filósofo da cultura, da vida social e do direito, deu frequentemente seminários e conferências sobre questões filosóficas, culturais e políticas. Fundador e diretor da revista Politeia, da qual editou 29 números. A revista apresentava ensaios do romancista R.H. Moreno-Durán, o filósofo Iván Soll, o professor Mario Bettati, Germán Andrés Molina Garrido, Jesús Martín-Barbero, entre outros autores de renome na América Latina e no mundo.
Botero foi fundador e diretor da revista Planeta Sur, com 3 edições. Publicou mais de 15 livros e numerosos ensaios sobre os temas de sua especialidade.
Foi também fundador e membro do conselho de administração da Associação Colombiana de Filosofia do Direito e Filosofia Social. Palestrante em seminários científicos e filosóficos nas principais universidades da Colômbia e algumas da América Latina.

### Vitalismo Cósmico
No final de sua vida, desenvolveu um projeto filosófico original que chamou de Vitalismo Cósmico, que busca pensar o mundo a partir de uma perspectiva latino-americana. O Vitalismo Cósmico situa a vida como um conceito tridimensional: vida cósmica, vida biológica e vida psicossocial. Desta forma, o conceito de vida e sua projeção na práxis cultural e social são enriquecidos.
Após um desenvolvimento teórico geral e um exame das grandes concepções da natureza, Botero conclui com uma teoria ambientalista que busca disciplinar o comportamento do cidadão em relação à natureza e delineia um humanismo concreto baseado na transnatureza e não na antropologia, como resposta aos críticos do humanismo de Martin Heidegger e Michel Foucault.

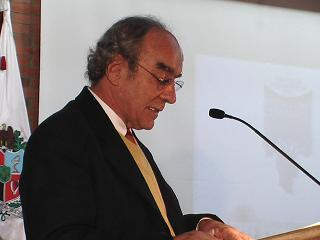
Pela primeira vez, um filósofo colombiano propõe da América Latina para o mundo, um pensamento que promova a defesa da vida, buscando um equilíbrio mental que permita criar homens e mulheres com capacidade de assumir criticamente a história, a cultura e a defesa de nossa própria identidade. Esta proposta é chamada de Vitalismo Cósmico.

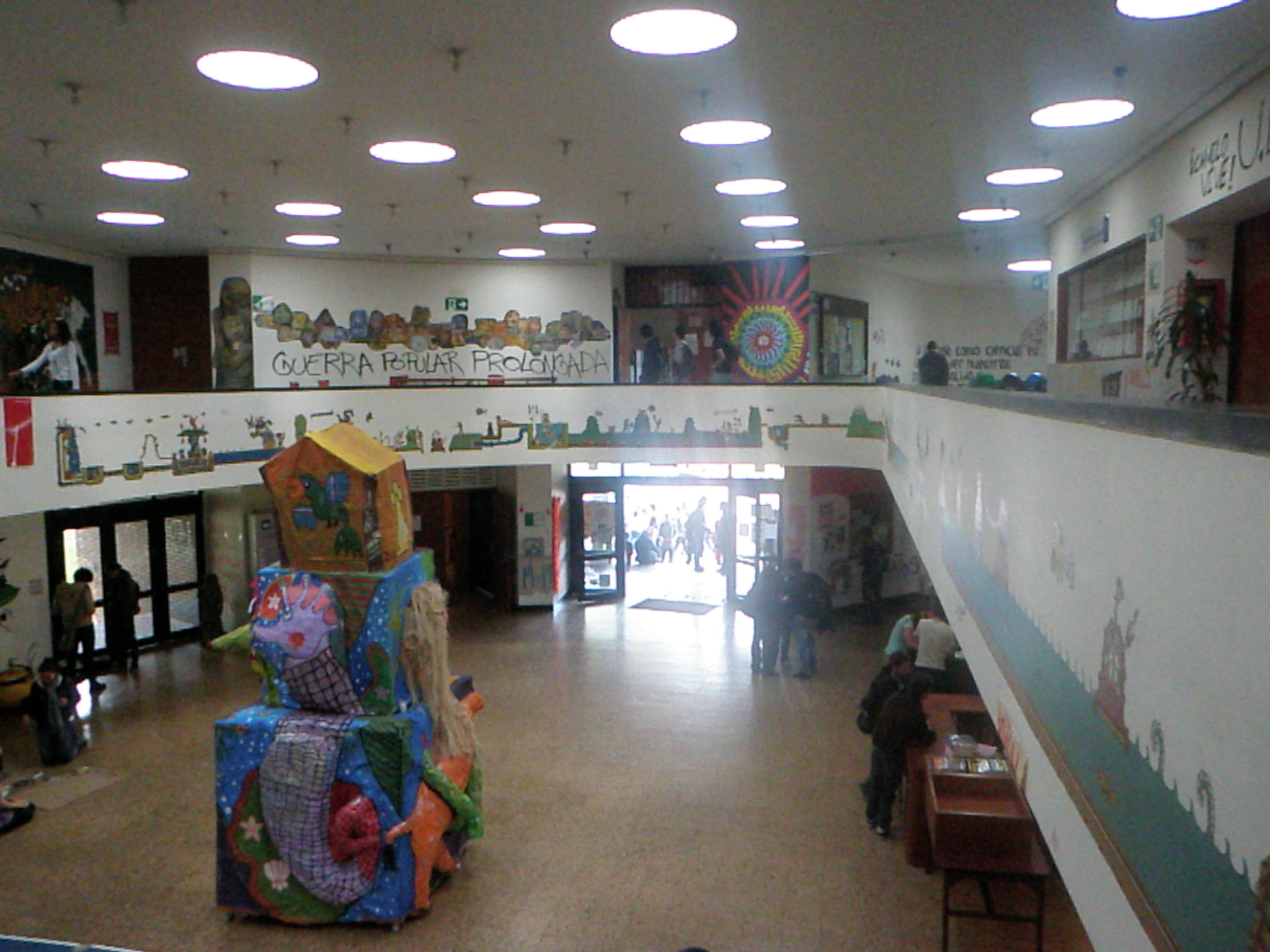
Edifício Orlando Fals Borda - Faculdade de Sociologia da Universidade Nacional da Colômbia. Darío Botero foi um dos cofundadores desta faculdade, a primeira de sociologia na América Latina.

## Livros
Os livros de Darío Botero são:
1. El Estado y la cultura en la Grecia Antigua  - (O estado e a cultura na Grécia Antiga) (1975).
Publicado pela Faculdade de Direito da Universidade Nacional da Colômbia. Edição de Fabio
Barrera Téllez. Mapas de Mauricio Cortés.
2. El Estado y la cultura en la Grecia Antigua - (O estado e a cultura na Grécia Antiga) (1979).
Reedição da livraria Tercer Mundo. Bogotá.
3. Unidimensional racional a la pluridimensionalidad humana - (Unidimensionalidade racional à
multidimensionalidade humana) (1991)
4. La voluntad de poder de Nietzsche - (A vontade de poder de Nietzsche) (1992)
5. La razón política: crítica de los fundamentos filosóficos del pensamiento político moderno -
(Razão política: crítica aos fundamentos filosóficos do pensamento político moderno) (1994)
6. El derecho a la utopía - (O direito à utopia) (1994)
7. El poder de la filosofía y la filosofía del poder - (O poder da filosofia e a filosofia do poder) (1996)
8. ¿Por qué escribo? - (Por que escrevo?) (1998)
9. Manifiesto del pensamiento latinoamericano - (Manifesto do Pensamento latino-americano) (1999) [9]
10. Filosofía Vitalista - (Filosofia Vitalista) (2000)
11. Vida, ética y democracia - (Vida, ética e democracia) (2001)
12. Vitalismo Cósmico - (Vitalismo Cósmico) (2002) [3]
13. Pensar de nuevo el mundo: aforismos - (Repensar o mundo: aforismos) (2004)
14. Martin Heidegger: la filosofía del regreso a casa - (Martin Heidegger: A filosofia do regresso
a casa) (2004)
15. Discurso sobre el humanismo - (Discurso sobre humanismo) (2004)
16. Si la naturaleza es sabia, el hombre no lo es - (Se a natureza é sábia, o homem não é) (2005)
17. Teoría social del derecho - (Teoria Social do direito) (2005) [10]
18. Discurso de la no-razón - (Discurso da não-razão) (2006)
19. La comunidad política vitalista - (A comunidade política vitalista) (2008)
20. La concepción ambiental de la vida - (A concepção ambiental da vida) (2009)